# Андрощук, Николай Артёмович
Никола́й Артёмович Андрощу́к (клички Вороной, Леонид, Петр, Старый; 8 декабря 1913, Дермань, Волынская губерния, Российская империя — 1951 или 1952, Корша, Здолбуновский район, Ровенская область, УССР, СССР) — украинский коллаборационист, служивший нацистской Германии в 1941—1943 годах. Руководитель украинской вспомогательной полиции, участвовал в убийстве сотен мирных еврейских жителей. Рыцарь Бронзового креста УПА за заслуги (11.10.1945).

## Биография
Николай Артёмович Андрощук родился 8 декабря 1913 года в селе Дермань, Волынская губерния, Российская империя. Окончил семь классов народной школы. С 1932 по 1940 год проживал на хуторе Озеры, Острожского района. В 1934 году вступил в ОУН. С 1933 по 1936 год работал в Украинском благотворительном обществе в Остроге. Весной 1938 изменил православное вероисповедание на римско-католическое. 7 декабря 1938 года был арестован польской полицией. 20 марта 1939 года после рассмотрения дела Ровенским окружным судом был приговорен к двум годам заключения. Из зоны вышел в сентябре 1939 года и уже в начале 1940 года нарушив границу перешел в оккупированную немцами Польшу.
Учился в разведывательной школе Третьего Рейха. В июле 1941 года вместе с группой ОУН вернулся на Волынь. Там его назначили комендантом украинской вспомогательной полиции в Мизоцком районе, созданной в 1941 году по приказу Генриха Гиммлера. 12 октября 1942 года отличился в акции уничтожения мирных еврейских жителей гетто в Мизоче. Тогда около 1700 евреев, были окружены немецкими полицейскими и украинской вспомогательной полицией под руководством Н. Андрощука и уничтожены. По воспоминаниям очевидца событий: 

В октябре 42-го немцы собрали всех евреев, сказали взять ценные вещи, у кого что есть, построили в колонну и повели к сахарному заводу. В гетто тем временем начался пожар: тех, кто пытался спрятаться, находили и тут же расстреливали на месте, причём этим по большей части занимались даже не немцы, а украинские полицаи. Самая страшная картина: дорога, лежит убитая женщина, рядом сидит ребёнок и плачет, мимо идёт полицай, даёт ребёнку конфету, потом заходит к нему за спину и расстреливает в упор.
В апреле 1942 года был арестован немцами, но вскоре после этого освобожден и вернулся к исполнению своих обязанностей в рядах нацистов. В марте 1943 года перешел в УПА, где он организовал разведывательную сеть при Мизоцкой районной организации ОУН. С июня 1943 вплоть до осени 1943 года был командиром отдела ВПЖ при штабе УПА-Юг. Осенью 1943 года прошел следственные курсы ОУН. С весны 1944 года был заместителем референта СБ краевого провода ОУН на ПЗУЗ. Затем стал старшим следователем краевого провода ОУН на ПЗУЗ. Умер от туберкулеза.

## Семья
- Брат — Роман Артемьевич Андрощук 1929 года рождения, служил в Красной армии[1].